# Bolbeno
Bolbeno là một đô thị ở tỉnh Trento ở vùng Trentino-Alto Adige/Südtirol của Ý, tọa lạc cách 30 km về phía tây của Trento. Tại thời điểm ngày 31 tháng 12 năm 2004, đô thị này có dân số 356 người và diện tích là 12,5 km².
Bolbeno giáp các đô thị: Preore, Tione di Trento, Tione di Trento, Bleggio Superiore, Bondo, Breguzzo, và Zuclo.